# Brondesbury Park (stacja kolejowa)
Brondesbury Park (kod w systemie National Rail: BSP) – stacja kolejowa w Londynie, na terenie London Borough of Brent, zarządzana i obsługiwana przez London Overground jako część North London Line. W roku statystycznym 2008-09 skorzystało z niej ok. 627 tysięcy pasażerów.

## Galeria

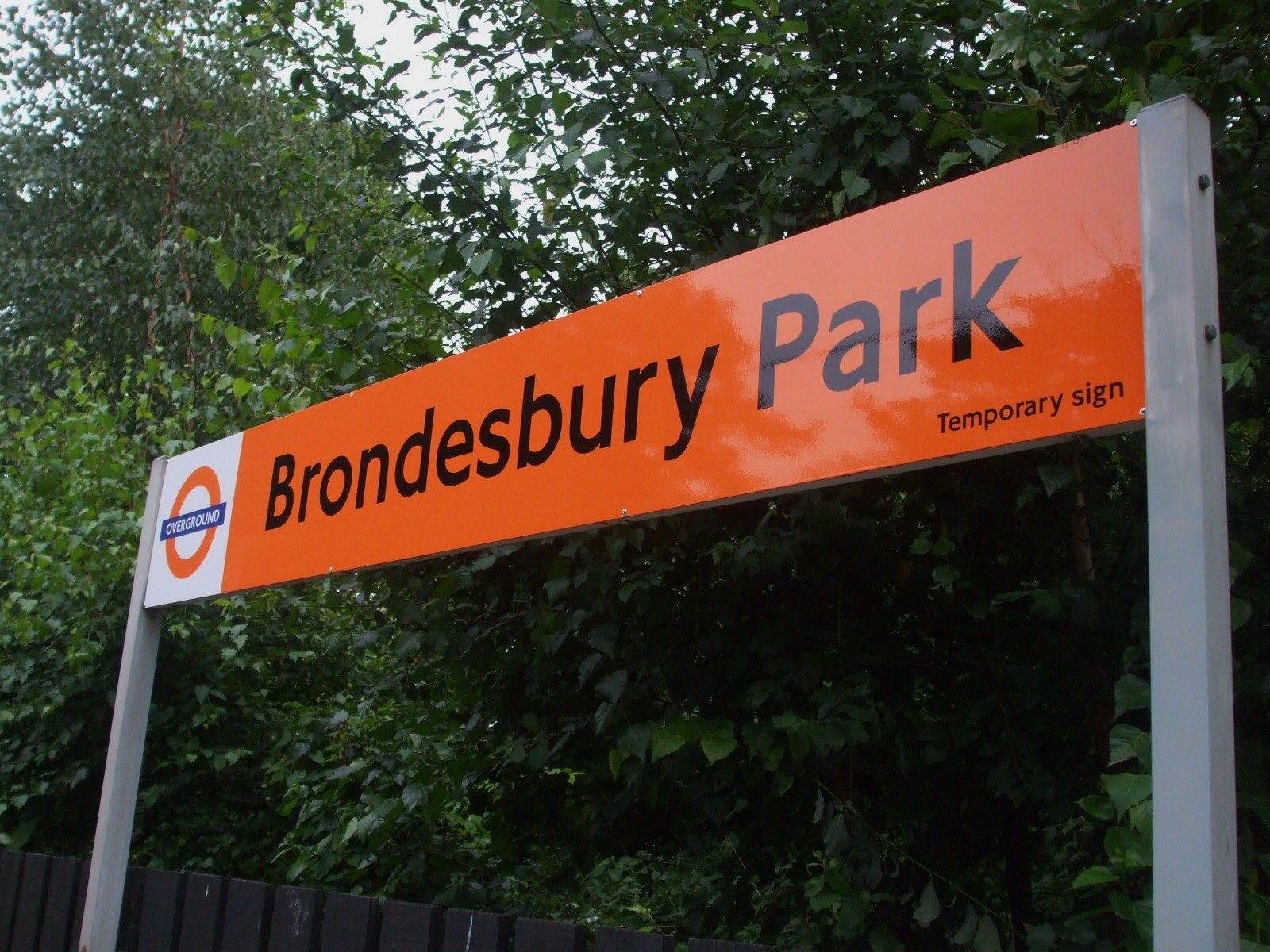
Tablica z nazwą stacji w barwach London Overground
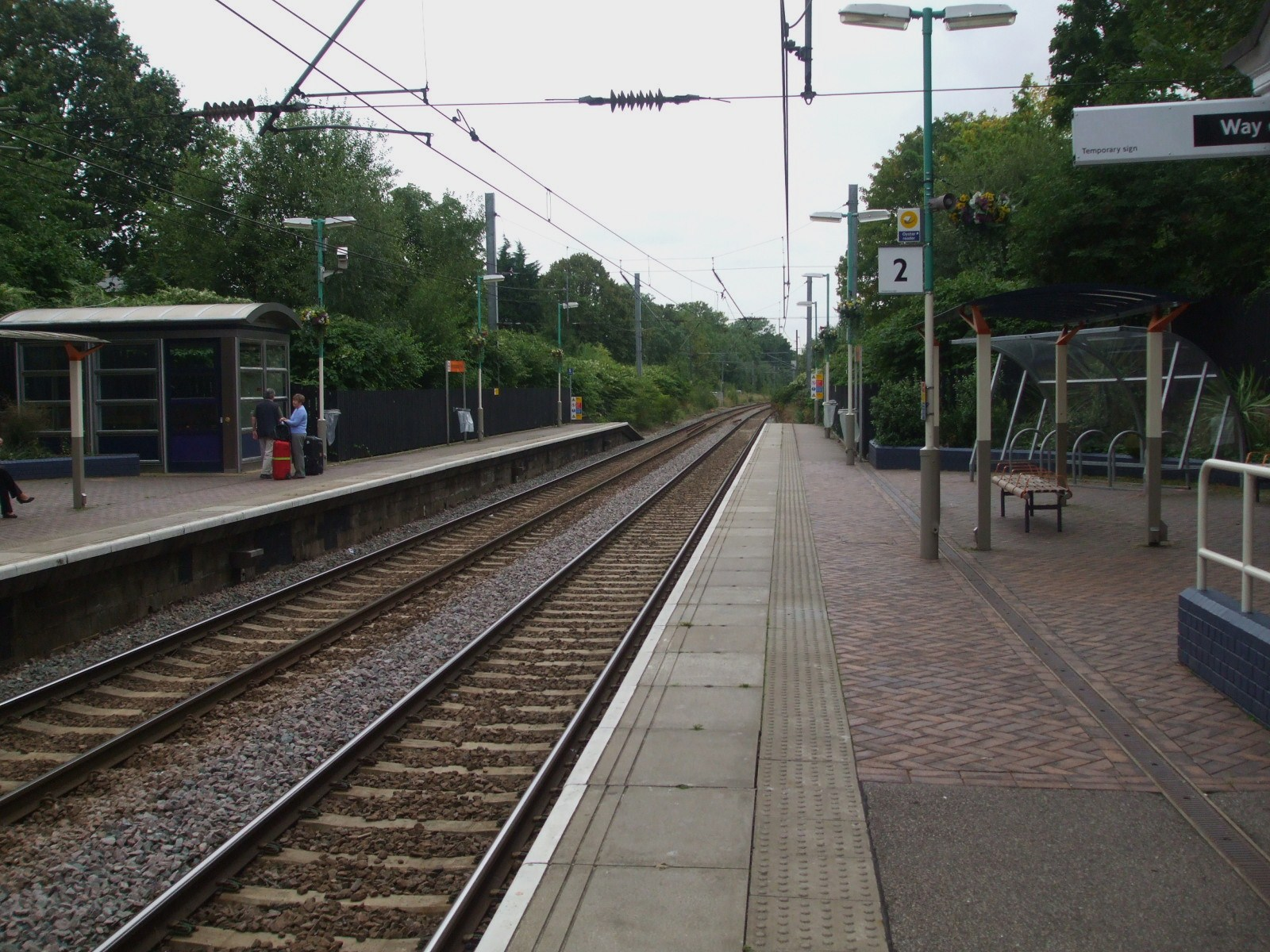
Perony